# Сингирлау
Сингирла́у (каз. Сыңғырлау) — село у складі Бейнеуського району Мангистауської області Казахстану. Адміністративний центр та єдиний населений пункт Сингирлауської сільської адміністрації.
Населення — 531 особа (2021; 836 у 2009, 897 у 1999, 665 у 1989).